# سنگ‌خزه‌سانان
سنگ‌خزه‌سانان (به لاتین: Charales) (نام عمومی: stoneworts) نام یک راسته از سنگ‌خزه‌تباران است. کارل لینه در سال ۱۷۵۳ سردهٔ سنگ‌خزه‌ها (Chara) را طبقه‌بندی کرد.

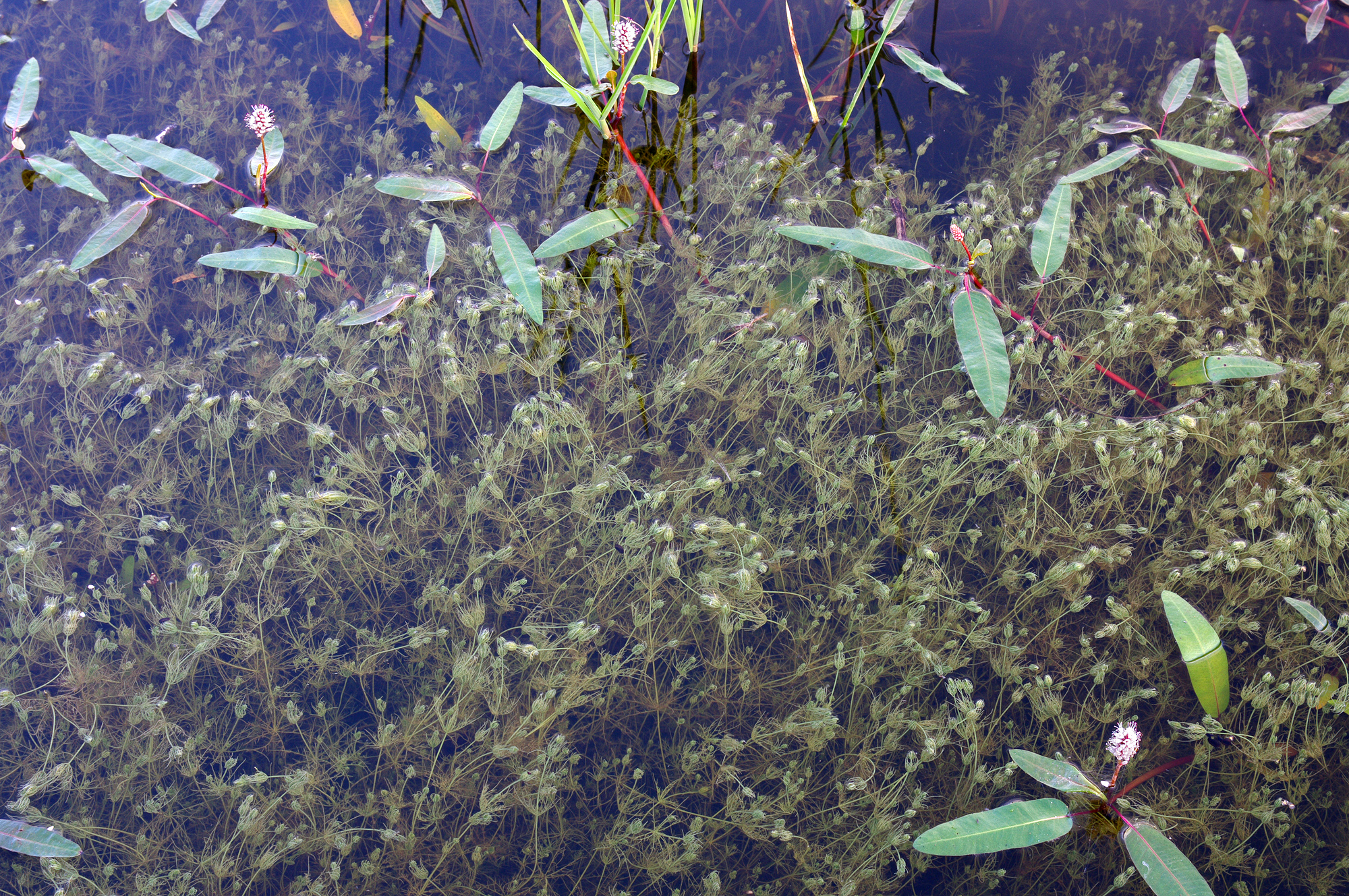
Chara vulgaris
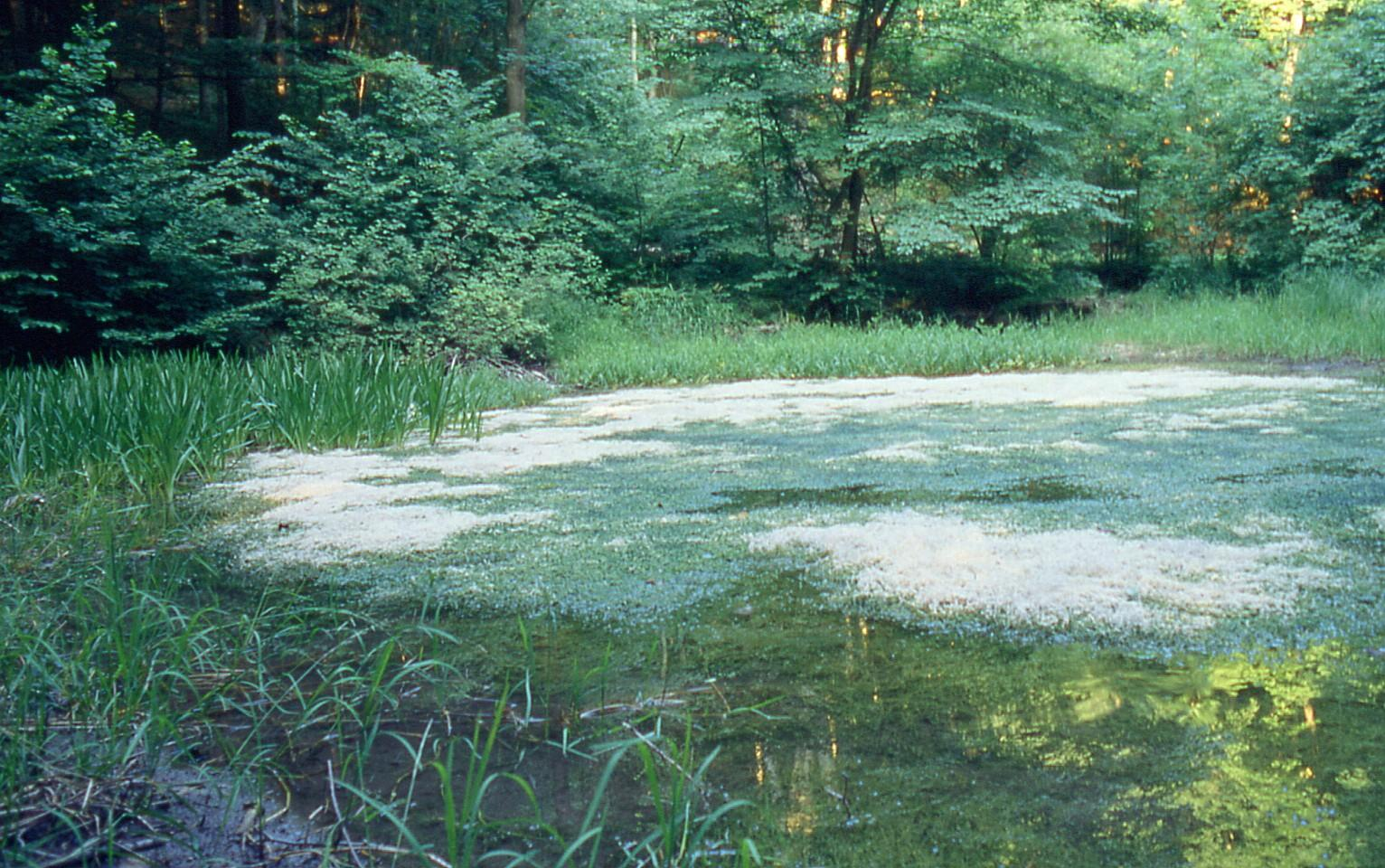
Chara